# Der Tod des Marat
Der Tod des Marat ist ein Gemälde von Jacques-Louis David (1748–1825). Es wurde im Sommer und Herbst 1793 im klassizistischen Stil in Öl auf Leinwand gemalt und misst 162 mal 128 cm. Es ist eine der berühmtesten Darstellungen von Ereignissen der Französischen Revolution.

## Bildbeschreibung
Das Bild zeigt den sterbenden Jean Paul Marat als muskulösen Nackten: Er liegt in einer Badewanne, das Haar mit einer Art Turban verhüllt, im Schatten unterhalb seines Schlüsselbeins ist die Einstichwunde zu erkennen. Das Badewasser ist rot von Blut, vor der Wanne liegt die Tatwaffe, ein Messer. In seiner rechten Hand hält er eine Schreibfeder, in der linken einen Brief, auf dem die Worte lesbar sind:

« du 13 juillet, 1793 / Marieanne Charlotte Corday au citoyen Marat. II suffit que je sois bien malheureuse pour avoir Droit à votre bienveillance. »

„13. Juli 1793. Marieanne Charlotte Corday an den Bürger Marat. Dass ich sehr unglücklich bin, reicht aus, ein Recht auf Ihr Wohlwollen zu haben.“

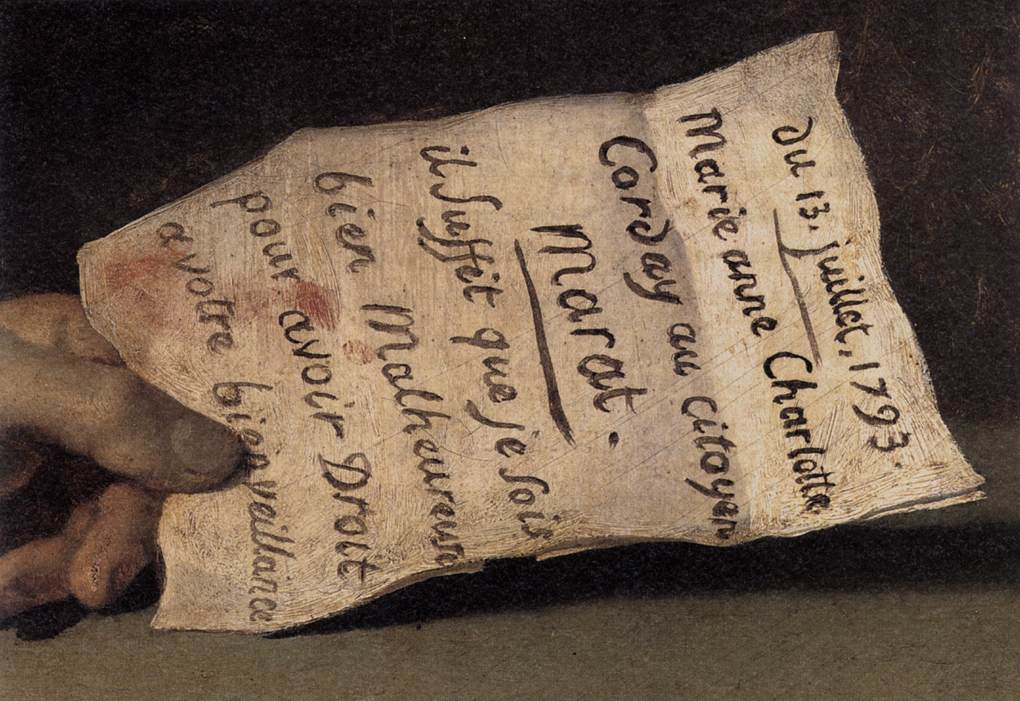
Detail des Tod des Marat mit dem Brief von Charlotte Corday in Marats linker Hand

Auf der Wanne liegt eine Tischplatte mit Papieren, daneben eine einfache Holzkiste, auf der in Versalien unten die Widmung des Malers zu lesen ist: „À Marat, David.“ („Für Marat, David.“) mit einem Tintenfass, einem Assignaten und einem weiteren Brief, in dem zu lesen ist:

« Vous donnerez cet assignat à la mère de cinq enfants dont le mari est mort pour la défense de la patrie. »

„Würden Sie diesen Assignaten der Mutter von fünf Kindern geben, deren Mann für das Vaterland gestorben ist.“

Am unteren Rand der Kiste ist der Schriftzug „l’an deux“ angebracht, der auf das zweite Jahr nach der Proklamation der Ersten Französischen Republik am 22. September 1792 verweist.
Der Hintergrund zeigt keinerlei Details und ist eher dunkel gehalten, nach rechts oben wird er heller. Die Bildkomposition ist streng klassizistisch. Eine Spannung erhält das Bild durch den Widerspruch, dass ein Ermordeter gezeigt wird, der aber noch Kraft in den Händen hat, Feder und Papier festzuhalten, und dessen Kopf auch noch nicht nach hinten oder vornübergesackt ist. David bemühte sich offenkundig, Marat im Moment des Sterbens zu zeigen.

## Hintergrund
Jean Paul Marat (1743–1793) war ursprünglich Arzt, Journalist, Mitglied im Club des Cordeliers und später auch im Jakobinerklub, sowie ab August 1792 Mitglied des Nationalkonvents. Wegen einer Hauterkrankung, die er sich angeblich zugezogen hatte, als er sich vor seinen Gegnern in der Kanalisation von Paris verstecken musste, war er in den letzten drei Jahren seines Lebens auf kühle Bäder zur Linderung der Symptome angewiesen. Eine Studie aus dem Jahr 2019 legt nahe, dass es sich bei Marats Erkrankung um Seborrhoische Dermatitis handelte. Wegen einer Verschlimmerung seines Leidens nahm er seit Juni 1793 kaum noch an den Parlamentssitzungen teil, blieb aber publizistisch aktiv. In seiner Zeitung L’Ami du Peuple rief er immer wieder zur Wachsamkeit gegenüber Verrätern, Verschwörern und so genannten Volksfeinden auf. Damit trug er zumindest indirekt zu verschiedenen revolutionären Gewalttätigkeiten bei, etwa zu den Septembermassakern 1792 oder zur Verfolgung der Girondisten nach ihrem Sturz im Juni 1793. Den girondistischen General Felix von Wimpffen, der sich im Sommer 1793 gegen den Nationalkonvent gestellt hatte und Caen besetzt hatte, bezeichnete er als „le plus vil des hommes“ – „den gemeinsten unter den Menschen“.
In Caen lebte die unverheiratete Adlige Charlotte Corday, die den Girondisten nahestand. Unter dem Einfluss der dort weit verbreiteten girondistischen Presse hielt sie Marat für den Urheber des Terrors, den sie erlebte. Sie beschloss, nach Paris zu fahren und ihn im Konvent zu ermorden. Am 11. Juli 1793 angekommen, erfuhr sie, dass Marat nicht mehr an den Konventssitzungen teilnahm. Daher versuchte sie ihn in seiner Wohnung in der rue des Cordeliers (heute rue de l’École de Médecine) aufzusuchen. Zu diesem Zweck hatte sie einen Brief an Marat verfasst, der mit den auf dem Gemälde zitierten Worten endete. Zweimal wurde sie abgewiesen, beim dritten Mal drängelte sie sich mit einem Angestellten in die Wohnung. Von dem Lärm, den die Versuche, sie wieder hinauszuwerfen, verursachten, wurde Marat in seiner Badewanne aufgeschreckt und bat seine Lebensgefährtin Simone Evrard, Corday zu ihm zu bringen. Ohne ihm den Brief zu übergeben, verwickelte sie ihn in ein Gespräch über die Rebellion in der Normandie. Als Marat erklärte, er werde die Anführer „in ein paar Tagen alle guillotinieren lassen“, stach sie zu. Marat rief um Hilfe, einer seiner Angestellten schlug Corday mit einem Stuhl nieder, sie wurde gefesselt abgeführt und wenige Tage später hingerichtet. In ihrem ersten Verhör hatte sie sich zu der Tat bekannt, die sie allein geplant und ausgeführt habe, um Frankreich vom Bürgerkrieg zu befreien:

« Persuadée que Marat était le principal auteur de ce désastre, elle avait préféré à faire le sacrifice de sa vie pour sauver son pays. »

„In der Überzeugung, dass Marat der Hauptverursacher dieses Desasters sei, habe sie es vorgezogen, ihr Leben zu opfern, um ihr Land zu retten.“

Marat war noch lebend aus der Wanne gehoben und auf sein Bett gelegt worden, wo er bald darauf an der Stichverletzung in der Brust verstarb.

## Entstehung

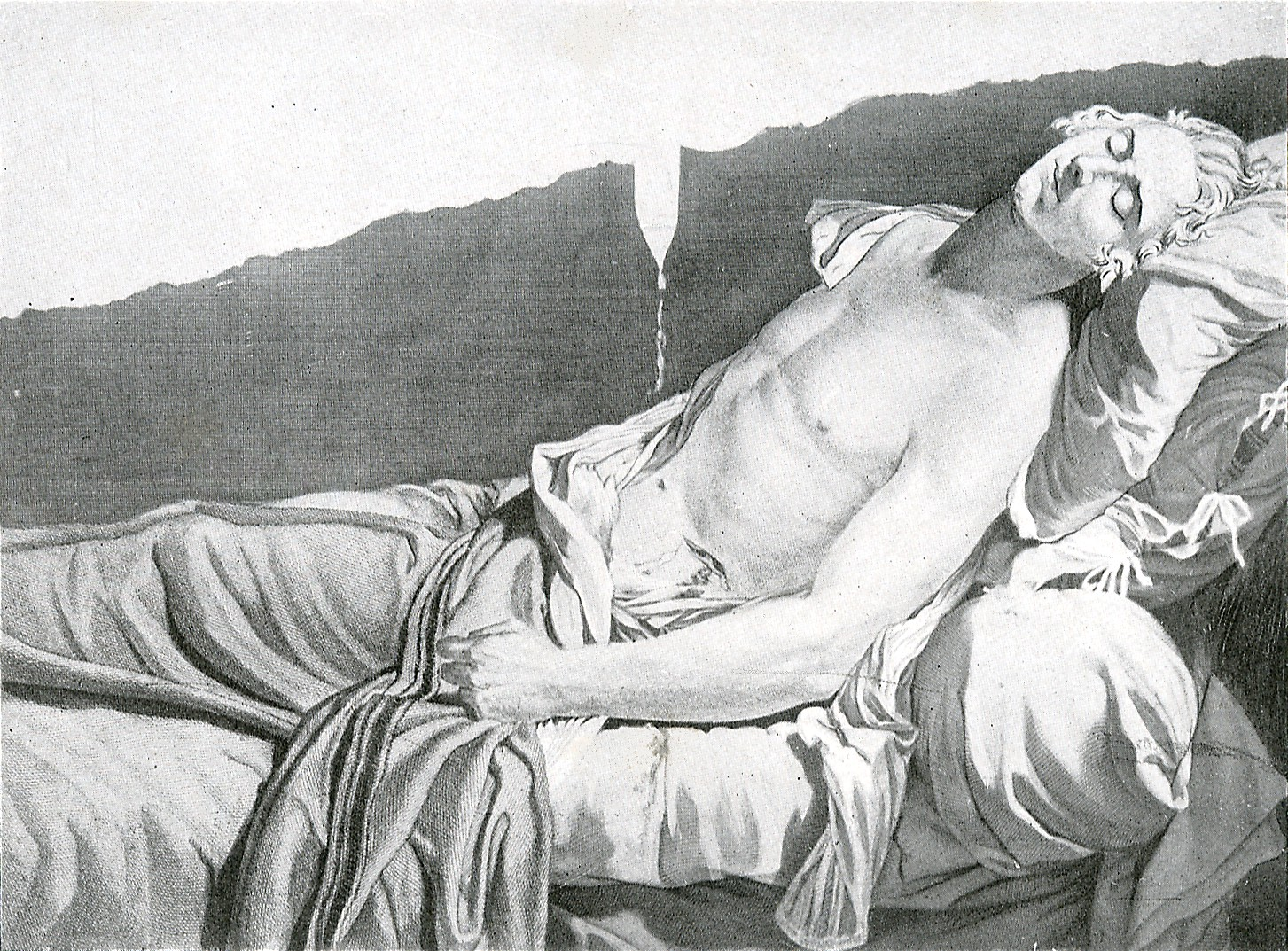
Pierre Alexandre Tardieu: Kupferstich nach Davids Gemälde Die letzten Augenblicke des Michel Le Peletier

Unmittelbar nach Marats Tod setzte in der Pariser Stadtbevölkerung ein regelrechter Kult um ihn ein, der von Marats Freund, dem Abgeordneten des Nationalkonvents und Maler Jacques-Louis David geschickt inszeniert wurde. In diesem Zusammenhang entstand auch das Gemälde. David war dazu unmittelbar nach der Nachricht vom Tode Marats im Nationalkonvent von dem Abgeordneten François-Elie Guiraut am 14. Juli 1793 aufgefordert worden: Er forderte ihn auf, ein Gegenstück zu seinem kurz zuvor entstandenen Bild Les derniers moments de Michel Le Peletier („Die letzten Augenblicke Michel Le Peletier“) anzufertigen. Darauf hatte David den Tod des Le Peletiers verewigt, der, weil er für die Hinrichtung des Königs gestimmt hatte, im Januar 1793 von einem royalistischen Offizier ermordet worden war. David malte ihn sterbend auf dem Totenbett, über ihm, an einem Haar aufgehängt, ein Schwert mit einem Zettel, auf dem steht: „Je vote la mort du tyran“ („Ich stimme für den Tod des Tyrannen“). Dieses Bild ist heute verloren, es existiert nur noch eine unvollständige Kopie in Form eines Kupferstichs von Pierre Alexandre Tardieu.
David vollendete sein Gemälde innerhalb von drei Monaten. Am 16. Oktober wurden beide Bilder in der Cour carrée des Louvre der Pariser Bevölkerung präsentiert, am 14. November übergab er den fertigen Tod des Marat dem Konvent. Der beschloss, beide Bilder an der Stirnseite des Sitzungssaales im Palais Bourbon aufzuhängen.

## Deutung
David idealisiert Marat als Märtyrer der Revolution. Die Tatsache, dass er ohne eigenes Zutun Opfer eines Mordanschlags wurde, wird in seinem Gemälde umgedeutet zu einer aktiven Selbstopferung. Die Mörderin ist auf dem Bild gar nicht zu sehen, nur der Brief (den Marat in Wirklichkeit nie erhielt), die Stichwunde und das Messer deuten auf ihre Anwesenheit hin. Die Ähnlichkeit mit Michelangelos Pietà oder Caravaggios Grablegung Christi – beispielsweise die jeweils herabhängenden Arme – ist sicher nicht zufällig. Auch andere namhafte Künstler wie  Peter Paul Rubens und Guy François verwendeten dieses Stilelement. Die Darstellung des Revolutionärs in der Pose und Lichtgebung eines christlichen Märtyrers, wenn nicht gar eines Christus, übertrug die Bildsprache der Monarchie und des katholischen Glaubens auf die neue französische Republik.

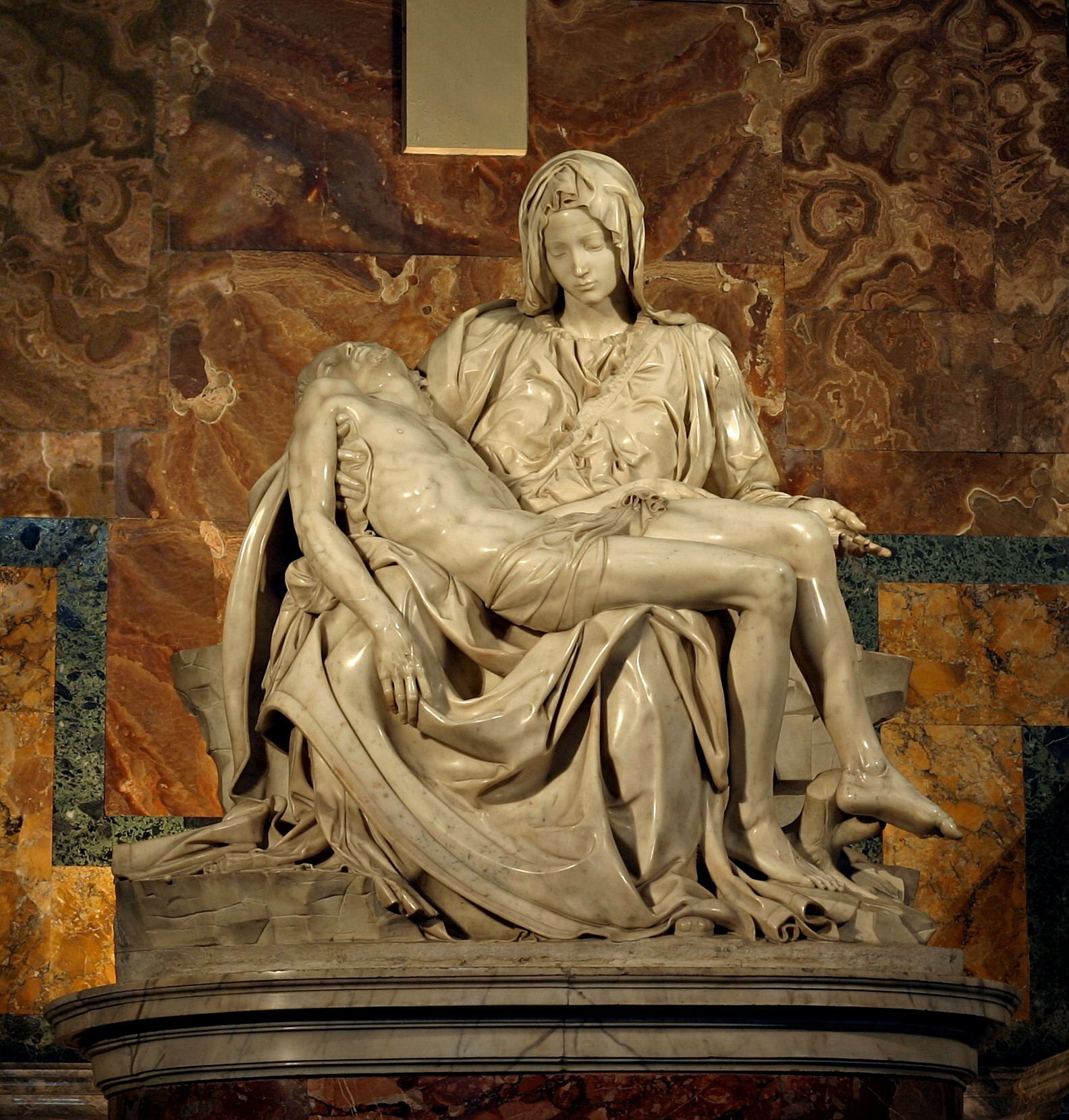
Michelangelo: Pietà, 1498 bis 1499
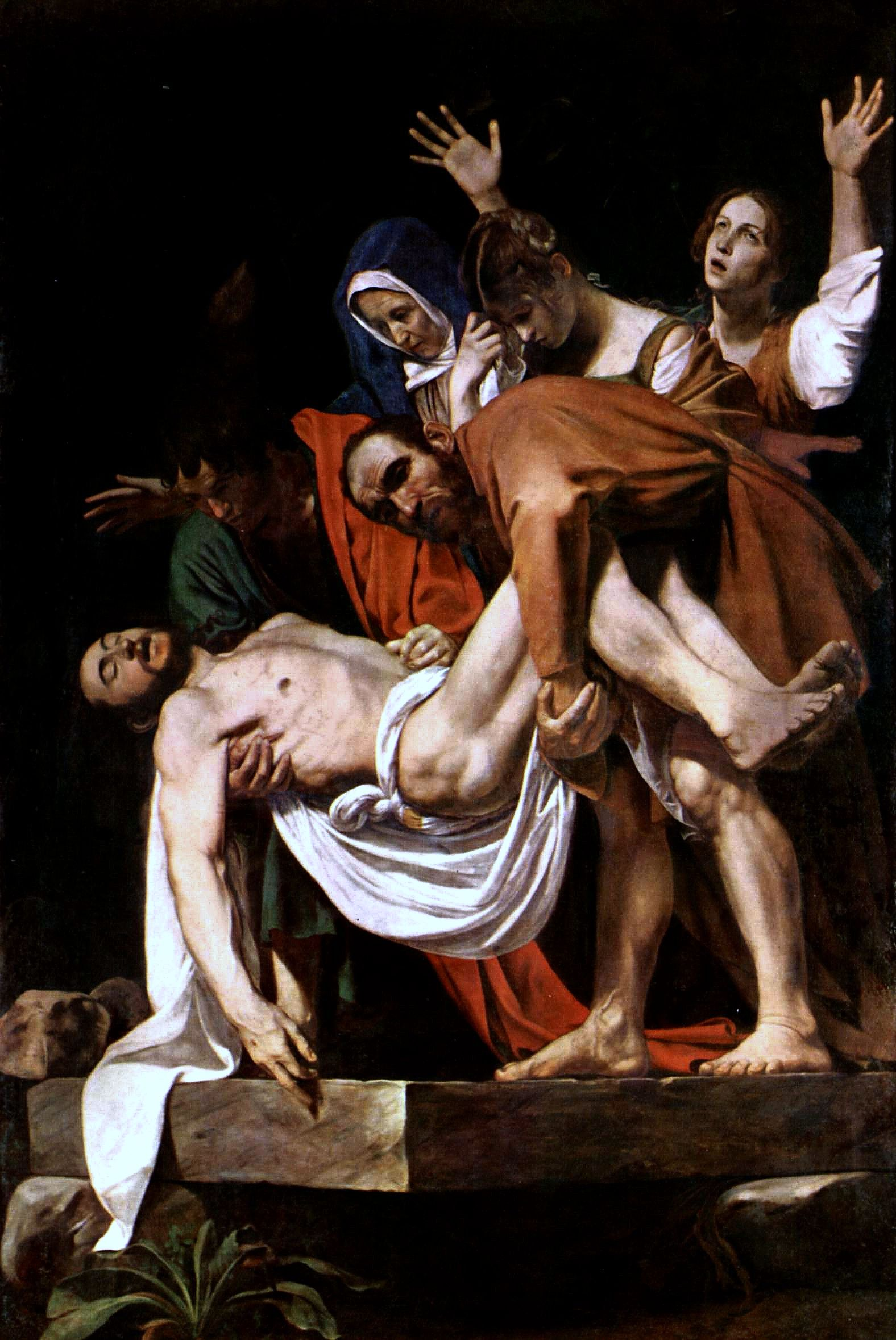
Caravaggio: Die Grablegung Christi, 1603/04
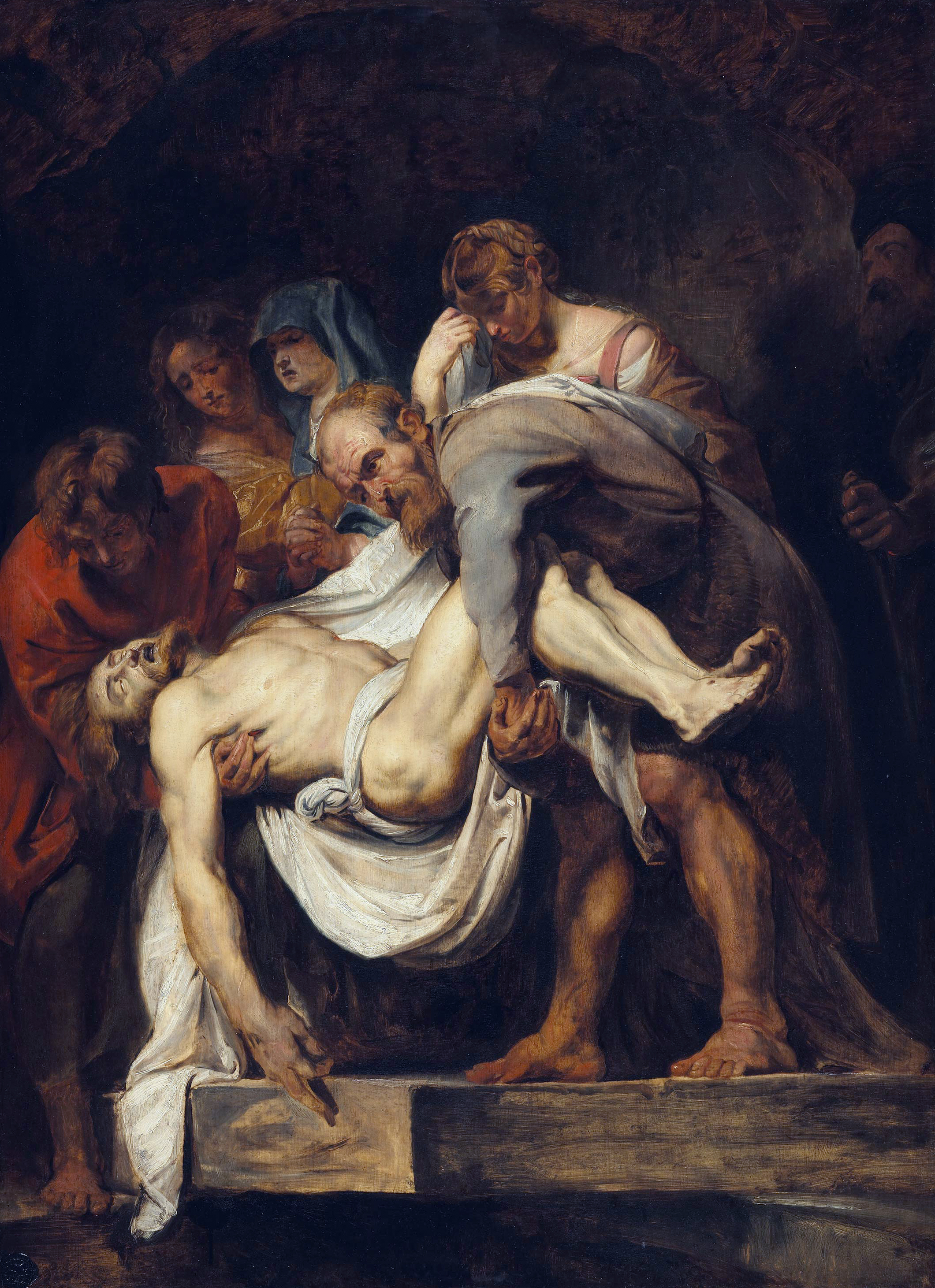
P. P. Rubens: Grablegung, um 1612
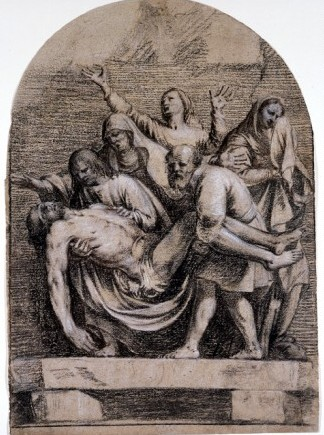
Guy François (1578–1650): Grablegung, undatiert

Zur Idealisierung trägt auch bei, dass David die erwähnte Hauterkrankung Marats nicht darstellt, stattdessen ist der Körper Marats klassisch schön, in milchiges Licht getaucht. Die Schlichtheit der Malerei steht im Einklang mit den zugesagten Tugenden von Marat, die durch die großzügige Spende an die kinderreiche Kriegerwitwe noch beglaubigt wird. Der dominante dunkle Hintergrund wird von David als bedeutungssteigerndes Element und Betonung der hinterlassenen Leere eingesetzt.
Welche konkrete Propagandaabsicht David mit dem Bild verfolgte, das als Stich in zehntausendfacher Auflage weit verbreitet war, ist umstritten. Jörg Traeger sieht einen Zusammenhang mit der Kampagne für die neue Verfassung, die am 24. Juni 1793 beschlossen und am 10. August 1793 in einer Volksabstimmung von den Franzosen mit großer Mehrheit angenommen wurde. Thomas W. Gaehtgens ist dagegen der Ansicht, dass David mit dem Gemälde die Franzosen dazu aufrufen wollte, sich gegen innere Feinde, wie sie in den Attentaten auf Le Peletier und Marat sichtbar geworden waren, zu wehren. In dieser Interpretation wäre Der Tod des Marat ein Aufruf zum Großen Terror, der am 5. September 1793 offiziell begann.

## Nachleben
Nach Robespierres Sturz wurde das Gemälde aus dem Palais Bourbon entfernt, David musste es jahrelang versteckt halten, um eine Zerstörung zu verhindern. Spätere französische Regierungen weigerten sich zweimal (1826 und 1837), das Bild zu kaufen, ein Neffe Davids vermachte es 1893 dem Königlichen Museum in Brüssel, wo der Maler auch seinen Lebensabend verbracht hatte. Eine von David selbst 1800 angefertigte Kopie befindet sich im Louvre.
Das Bild, eine Ikone der Französischen Revolution, wurde von anderen Malern vielfach rezipiert. Davids Zeitgenosse Guillaume-Joseph Roques (1757–1847) schuf noch 1793 einen Tod des Marat, der sich deutlich an David orientiert und ihn zu überbieten sucht: Seine Darstellung eines Toten ist realistischer – der Kopf ist nach hinten gesackt, die Augen gebrochen, die Hand kann die Schreibfeder nicht mehr halten –, das Zimmer hat deutlich mehr Details, auch die Wunde und das Blut sind drastischer gemalt. Statt Idealisierung geht es hier um Ausmalung des grauenhaften Geschehens. Der Historienmaler Paul Baudry (1828–1886) stellte das Ereignis in seinem Bild Die Ermordung Marats durch Charlotte Corday, das 1861, zur Zeit des zweiten Kaiserreichs entstand, ganz anders dar: Hier steht die Attentäterin im Mittelpunkt, sie ist die Heldin, die die mörderische Bestie der Revolution mutig zur Strecke gebracht hat – für Frankreich, das in Gestalt einer Landkarte den Hintergrund des Bildes beherrscht. Keine zwanzig Jahre später stellte Jean-Joseph Weerts (1847–1927) das Ereignis  zur Zeit der Dritten Republik 1880 aus patriotisch-republikanischer Perspektive dar: Corday ist hier eine terroristische Mörderin. Sie steht, das blutige Messer noch in der Hand, der aufgebrachten, gerade hysterisch gestikulierenden Menge von Revolutionären gegenüber, die plötzlich ins Zimmer dringt. Der sterbende Marat ist an den unteren Rand der Bildmitte gerückt, ein Bezug auf Davids Werk ist nicht mehr zu erkennen. Auch der mexikanische Maler Santiago Rebull Gordillo (1829–1902) romantisiert und dramatisiert in seinem 1875 entstandenen Werk La muerte de Marat das Geschehen: Marat bäumt sich auf, Corday reißt den Dolch an sich, im Hintergrund stürmen die entsetzten Bediensteten ins Zimmer. Eine politische Aussage ist hier nicht mehr zu erkennen. Der norwegische Maler Edvard Munch (1863–1944) erotisiert den Mord in seinem 1907 entstandenen Gemälde Marats Tod: Er zeigt Corday nackt am Bett vor dem gleichfalls nackten Marat stehen, ein Gleichnis, des „grausamen, existenziellen Geschlechterkampfs“.

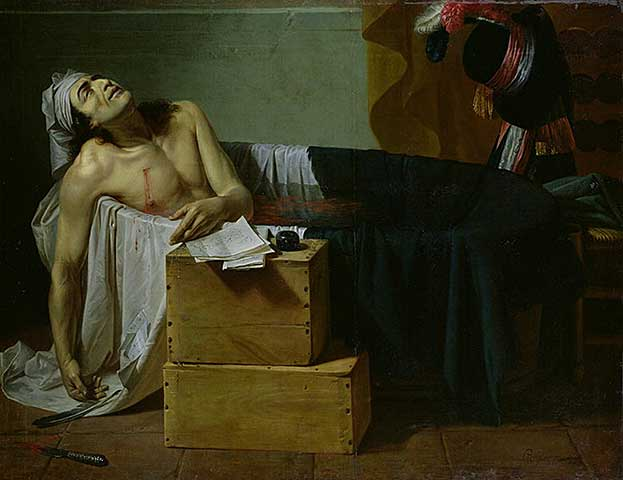
Joseph Roques: Der Tod des Marat (1793)
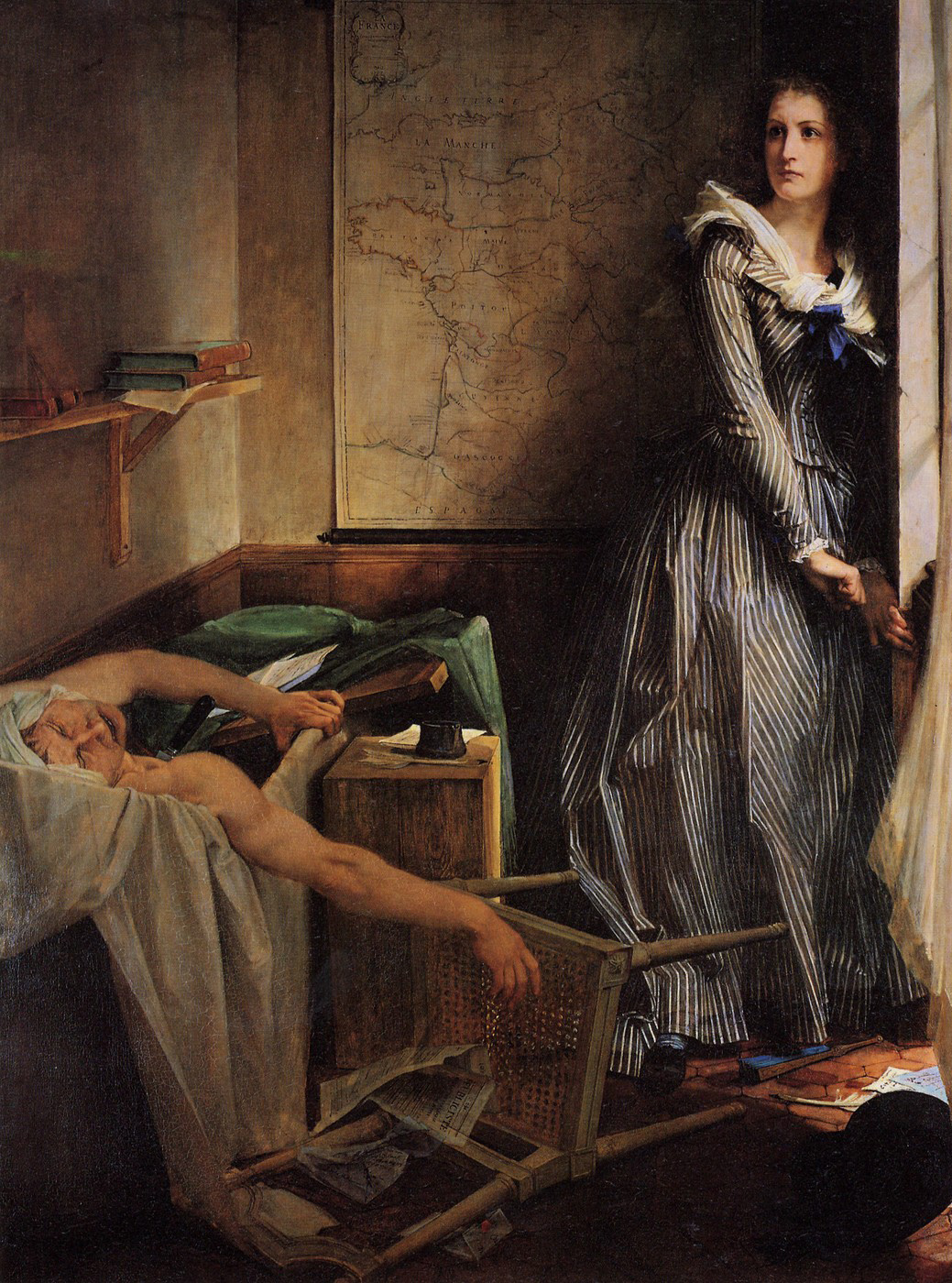
Paul Baudry: Die Ermordung Marats durch Charlotte Corday (1861)
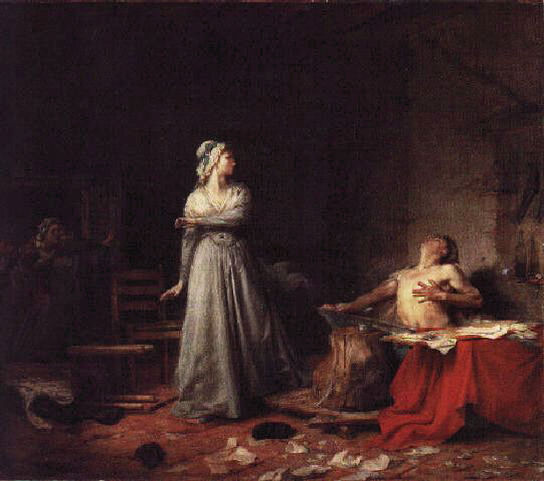
Santiago Rebull Gordillo: Der Tod des Marat (1875)
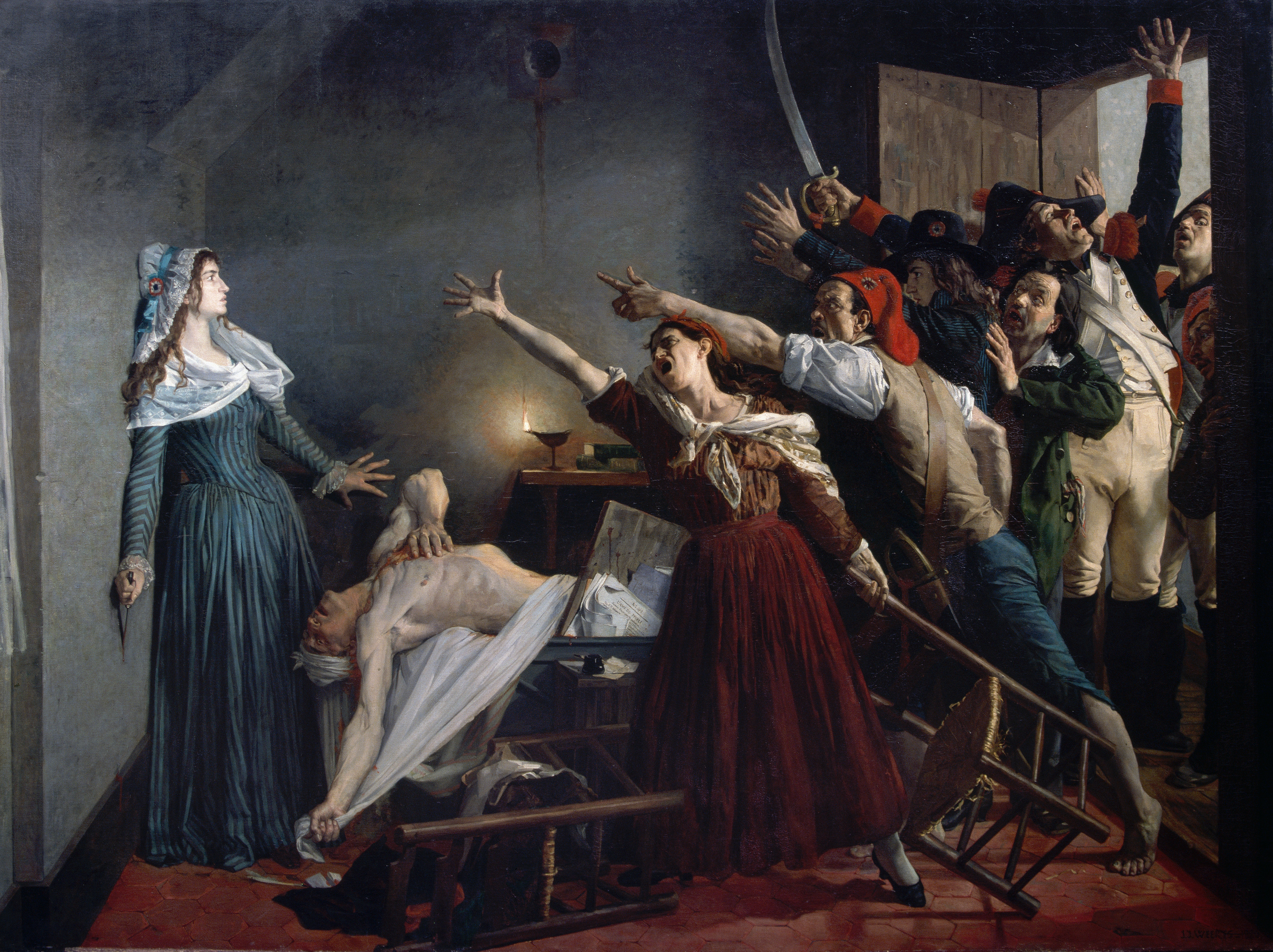
Jean-Joseph Weerts: Marat ermordet! 13. Juli 1793, acht Uhr abends (1880)
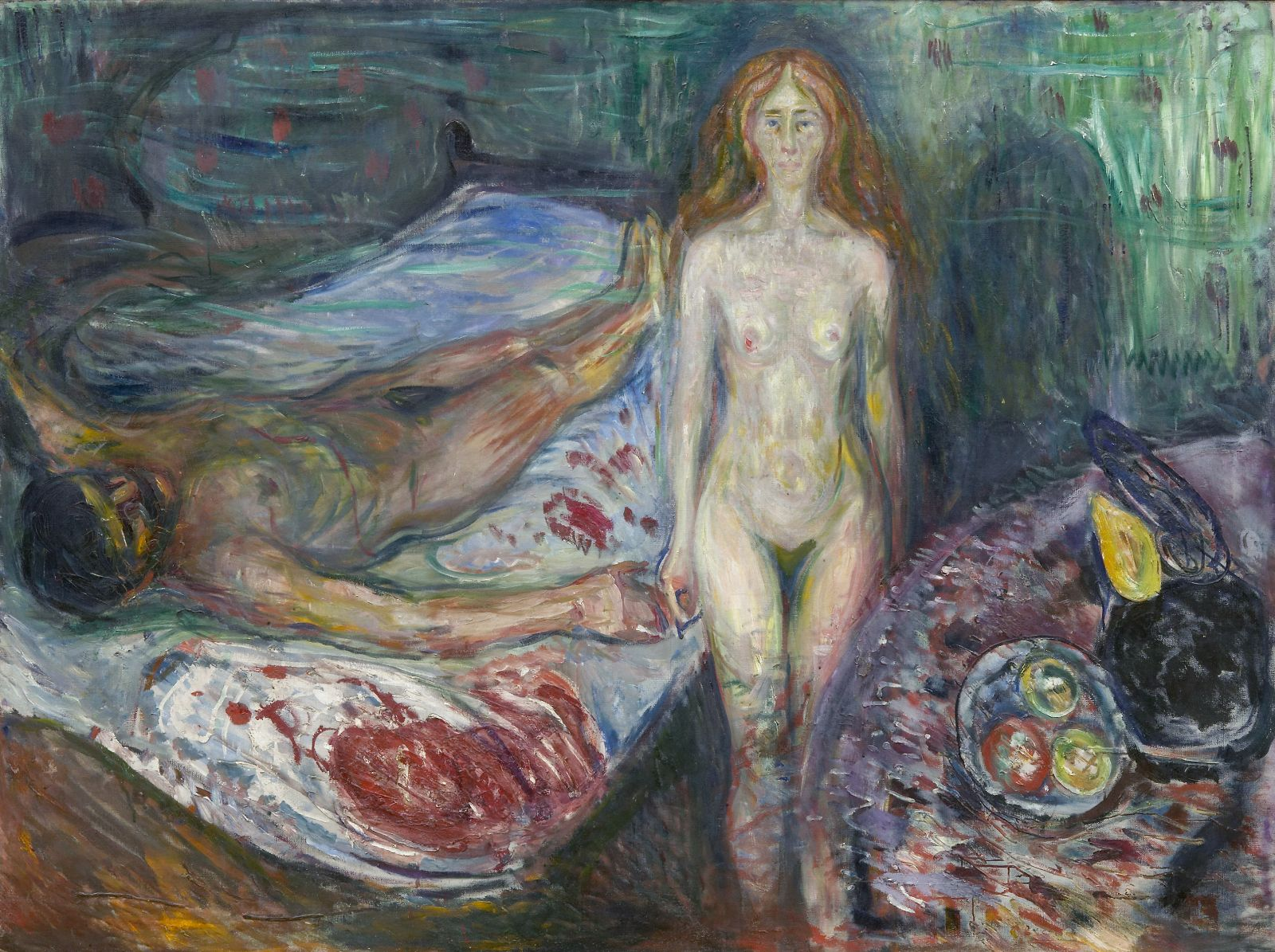
Edvard Munch: Marats Tod I (1907)